# Helen Hull Jacobs
Helen Jacobs (Globe, 6 augustus 1908 – 2 juni 1997, East Hampton) was een tennisspeelster uit de Verenigde Staten van Amerika.
In 1933 werd Jacobs als eerste vrouwelijke tennisspeelster door Associated Press uitgeroepen tot Female Athlete of the Year.
In de Tweede Wereldoorlog werkte zij bij de Amerikaanse marine.
Nog tijdens haar tenniscarrière werd Jacobs schrijver. In 1933 bracht zij Modern Tennis uit, en in 1936 Improve Your Tennis. In 1944 bracht zij de roman Storm Against the Wind uit.

## Resultaten grandslamtoernooien
| Legenda | Legenda                          |
| ------- | -------------------------------- |
| g.t.    | geen toernooi gehouden           |
| l.c.    | lagere categorie                 |
| –       | niet deelgenomen                 |
| G       | uitgeschakeld in de groepsfase   |
| 1R      | uitgeschakeld in de eerste ronde |
| 2R      | uitgeschakeld in de tweede ronde |
| 3R      | uitgeschakeld in de derde ronde  |
| 4R      | uitgeschakeld in de vierde ronde |
| KF      | uitgeschakeld in de kwartfinale  |
| HF      | uitgeschakeld in de halve finale |
| F       | de finale verloren               |
| W       | het toernooi gewonnen            |
| w-v     | winst/verlies-balans             |

### Enkelspel
| toernooi        | 1928 | 1929 | 1930 | 1931 | 1932 | 1933 | 1934 | 1935 | 1936 | 1937 | 1938 | 1939 | 1940 |
| --------------- | ---- | ---- | ---- | ---- | ---- | ---- | ---- | ---- | ---- | ---- | ---- | ---- | ---- |
| Australian Open | –    | –    | –    | –    | –    | –    | –    | –    | –    | –    | –    | –    | –    |
| Roland Garros   | –    | –    | F    | KF   | KF   | HF   | F    | HF   | –    | KF   | –    | –    | g.t. |
| Wimbledon       | 3R   | F    | KF   | HF   | F    | HF   | F    | F    | W    | KF   | F    | KF   | g.t. |
| US Open         | F    | –    | –    | –    | W    | W    | W    | W    | F    | –    | –    | F    | F    |

### Vrouwendubbelspel
| toernooi        | 1928 |    | 1930 | 1931 | 1932 | 1933 | 1934 | 1935 | 1936 | 1937 | 1938 | 1939 |
| --------------- | ---- | -- | ---- | ---- | ---- | ---- | ---- | ---- | ---- | ---- | ---- | ---- |
| Australian Open | –    | –  | –    | –    | –    | –    | –    | –    | –    | –    | –    |      |
| Roland Garros   | –    | KF | –    | –    | KF   | F    | KF   | –    | KF   | –    | –    |      |
| Wimbledon       | 2R   | –  | –    | F    | 2R   | KF   | –    | F    | 3R   | 2R   | F    |      |
| US Open         | –    | –  | F    | W    | –    | W    | W    | F    | –    | –    | –    |      |

### Gemengd dubbelspel
| Australian Open | –  | – | – |
| Roland Garros   | 2R | – | – |
| Wimbledon       | –  | – | – |
| US Open         | –  | F | W |